# Fresher
Die Fresher Guitars wurden ab 1973 von der japanischen Firma Matsumoto Musical Instrument Manufacturers Association hergestellt, um den japanischen Instrumentenmarkt zu bedienen. Zunächst erschienen drei Modelle im unteren Low-End Bereich, die FL-331, eine Les Paul Custom Kopie, die FN-281, eine Kopie der Fender Competition Mustang, sowie die FN-384 eine Kopie des Rickenbacker 4001 E-Bass.
1977 erschienen bei Fresher höherwertige Gitarren  mit einer eingebauten Elektronik, um Soundeffekte zu erzeugen. Insgesamt waren 5 Effekte „onboard“, die über Einstellknöpfe gesteuert und einzeln ein- und ausgeschaltet werden konnten. So hatte der Sustain einen eigenen Einschalter, während ein Schalter jeweils Auto-Wah oder Power Booster, und ein dritter Schalter Verzerrer oder Phaser zu- oder abschaltete, sodass jeweils drei Effekte gleichzeitig benutzt werden konnten. 
Bis im Jahr 1985 die Produktion eingestellt wurde, erschienen bei Fresher weiterhin zum Teil sehr hochwertige Nachbauten verschiedener erfolgreicher Gitarrenmodelle.